# فنسنت جيرارد
فنسنت جيرارد (بالإنجليزية: George Gerard)‏ هو قسيس نيوزيلندي، ولد في 24 نوفمبر 1898، وتوفي في 14 يناير 1984.